# Regularkanoniker
Als Regularkanoniker (lat. Sing. canonicus regularis), auch regulierte Chorherren (Chorherr ist ein Synonym für Kanoniker), bezeichnet man die Mitglieder einer Stiftskirche (Regularkanonikerstift), die nach einer Ordensregel leben, meist die Priesterweihe empfangen und Ordensgelübde abgelegt haben, ohne jedoch Mönche zu sein. Bei der Ordensregel handelt es sich zumeist um eine der beiden Regeln des hl. Augustinus, den Ordo antiquus oder den Ordo novus.

## Spezifika und Struktur
Regulierte Chorherren unterscheiden sich von Säkularkanonikern dadurch, dass sie sich einer Ordensregel, der Augustinusregel, unterworfen haben, nach der sie ihr geistliches Leben ausrichten und ein Gemeinschaftsleben führen. Die Regularkanoniker sehen ihre Hauptaufgabe in der Verbindung von gemeinschaftlichem geistlichen Leben mit der Feier des Chorgebetes und Seelsorge (meist in den umliegenden Pfarreien).
Die Organisationsformen der Regularkanoniker waren von Anfang an verschieden, folgen aber kaum mehr dem Filiationsprinzip. Die rechtlich selbständige Vollform eines regulierten Chorherrenklosters nennt man in der Regel Propstei oder auch Stift. Häufig haben sich die einzelnen Ordensniederlassungen ähnlicher Prägung oder Landsmannschaft zu einer Kongregation (Klosterverband) zusammengeschlossen (so bei den Augustiner-Chorherren) oder der Gesamtorden wurde in Provinzen (bei den Prämonstratensern Zirkarien genannt) unterteilt.

## Übersicht über die heutigen Chorherrenorden
Zu den in Deutschland arbeitenden Regularkanonikern zählen heute:
| Name                                            | Kongregationen                                                | Provinzen | Klöster bzw. Niederlassungen | Mitglieder |
| ----------------------------------------------- | ------------------------------------------------------------- | --------- | ---------------------------- | ---------- |
| Augustiner-Chorherren                           | Windesheimer Chorherren                                       | –         | 03                           | 0.020      |
| Augustiner-Chorherren                           | Brüder vom gemeinsamen Leben                                  | –         | 04                           | 0.025      |
| Augustiner-Chorherren                           | Augustiner-Chorherren vom Lateran                             | 6         | 52                           | 0.248      |
| Augustiner-Chorherren                           | Kongregation der österreichischen Augustiner-Chorherren       | –         | 06                           | 0.164      |
| Augustiner-Chorherren                           | Augustiner-Chorherren vom Hospiz auf dem Grossen St. Bernhard | –         | 03                           | 0.048      |
| Augustiner-Chorherren                           | Kongregation von Saint-Maurice de Agaunum                     | –         | 01                           | 0.050      |
| Augustiner-Chorherren                           | Augustiner-Chorherren von der Unbefleckten Empfängnis         | –         | 17                           | 0.050      |
| Augustiner-Chorherren                           | Augustiner-Chorherren von Maria, der Mutter des Erlösers      | –         | 01                           | 0.010      |
| Augustiner-Chorherren                           | Augustiner-Chorherren vom Heiligen Victor                     | –         | 05                           | 0.070      |
| Canons Regular of Jesus the Lord                | –                                                             | –         | 01                           | 0.0–       |
| Canons Regular of Saint John Cantius            | –                                                             | –         | 01                           | 0.024      |
| Canons Regular of the New Jerusalem             | –                                                             | –         | 01                           | 0.009      |
| Deutscher Orden                                 | –                                                             | 5         | 12                           | }.120      |
| Kreuzherren mit dem Roten Stern                 | –                                                             | –         | 02                           | 0.085      |
| Orden vom Heiligen Kreuz (Kreuzherren)          | –                                                             | 4         | 61                           | 0.443      |
| Prämonstratenser                                | –                                                             | 6         | 86                           | 1.282      |
| Regularkanoniker vom Heiligen Kreuz von Coimbra | –                                                             | –         | 12                           | 0.140      |
| Regularkanoniker von Lagrasse                   | –                                                             | –         | 01                           | 0.–        |